# Вентцель Олена Сергіївна
Олена Сергіївна Вентцель (літературний псевдонім І. Грекова, уроджена Довгінцева; 8 березня 1907, Ревель, Російська імперія, нині Таллінн, Естонія — 15 квітня 2002, Москва, Росія) — радянський математик, автор підручників з теорії ймовірностей і дослідження операцій, російський прозаїк, докторка технічних наук (1954), професорка (1955).

## Життєпис
Народилася в Ревелі (зараз Таллінн). Батько, Сергій Федорович Долгінцев, викладав математику, мати — словесність. Сергій Федорович вважав, що вища математика простіше елементарної, і займався нею з дочкою, коли тій було сім-вісім років, в результаті математика «придбала» Олену Сергіївну.
У 1923 році, шістнадцяти років від народження, Олена поступила в Петроградський університет. Навчалася у Б. М. Делоне, Н М. Гернет, І. М. Виноградова, Г. В. Колосова, А. М. Журавського, І. І. Іванова, Г. М. Фіхтенгольца. «У вас щось є, — говорив Григорій Михайлович, — тільки не збагну, що саме. А може бути, і взагалі нічого немає».
У 1929 році закінчила фізико-математичний факультет Ленінградського університету. У 1935–1969 — працювала в Військово-повітрянійї інженерній академії імені професора М. Е. Жуковського, а в 1969–1987 — на кафедрі прикладної математики в Московському інституті інженерів транспорту.
З 1962 року публікувала художні твори. Член СП СРСР з 1967 року.
Померла 15 квітня 2002 року в Москві на 96-му році життя. Похована на Донському кладовищі Москви.

## Наукова діяльність

### Монографії, підручники
- Вентцель О. С. Елементарний курс теорії ймовірностей в застосуванні до завдань стрільби і бомбометання. — М.: Військова Повітряна Червонопрапорна ордена Леніна академія ім. Жуковського, 1945.
- Вентцель О. С. Теорія ймовірностей. — 4-е вид. — М.: Наука, 1969. — 576 c.
- Вентцель О. С., Овчаров Л. А. Теорія ймовірностей: Задачі і вправи. — М.: Наука, 1969.
- Вентцель О. С., Овчаров Л. А. Прикладні задачі теорії ймовірностей. — 1983. — 416 c.
- Вентцель О. С., Овчаров Л. А. Теорія ймовірностей і її інженерні додатки. — 2-е вид. — М.: Вища школа, 2000. — 480 с.
- Вентцель О. С., Овчаров Л. А. Теорія випадкових процесів і її інженерні додатки. — 2-е вид. — М.: Вища школа, 2000. — 383 с.
- Вентцель О. С. Введення в дослідження операцій: Підручник. — М.: Радянське радіо, 1964. — 390 с.
- Вентцель О. С. Дослідження операцій: завдання, принципи, методологія. — 2-е вид. — М.: Наука, 1988. — 208 с.
- Вентцель О. С. Елементи теорії ігор. — 2-е вид. — М.: Физматгиз, 1961. — 68 с. — (Серія: Популярні лекції з математики. Випуск 32.)
- Вентцель О. С. Елементи динамічного програмування. — М.: Наука, 1961. — 176 с.

## Педагогічна діяльність[7]
|  | Молодого преподавателя ВВИА им. Жуковского на заседании кафедры обвинили в том, что его лекции не понятны студентам, от того у них плохие оценки на экзаменах. Е. С. Вентцель стала его утешать: «Не расстраивайтесь. Вы талантливы, ярки, вам всё легко даётся и вам кажется, что и студенты должны вас легко понимать…» «Да» — отвечал тот, не поднимая головы, — «это ещё Чехов говорил. Давно замечено: чем глупее мужик, тем лучше его понимает лошадь…» — М. Файнберг |

|  | На кафедру, где работала Е. С. Вентцель, пришло грозное требование — «в течение трёх дней выделить человека». «В течение девяти месяцев — это можно сделать, но в течение трёх дней выделить нельзя», — заметила Е. С. — Л. Эпштейн |

|  | Когда разрабатываемые образцы вооружения стали рассматривать по показателю «эффективность/стоимость», то преимущество нередко относилось к более дешёвым и менее эффективным образцам. На это Е. С. Вентцель заметила: «По критерию эффективность/стоимость можно подешевле проиграть войну». — Л. Эпштейн |

|  | Как Елена Сергеевна защищала докторскую (Эпос Военно-воздушной Академии имени профессора Н. Е. Жуковского). Дмитрий Александрович Вентцель скептически воспринимал научные достижения жены. У Елены Сергеевны были веские основания предполагать, что на защите её докторской диссертации действительный член Академии артиллерийских наук, лауреат Сталинской премии и пр. сделает все, чтобы докторская жены не прошла. Елена Сергеевна подгадала свою защиту к началу их с мужем отпуска. Взяли билеты и поехали на юг. В Серпухове неожиданно оказалось, что дома не выключен утюг. Но это не страшно, она съездит в Москву, выключит его и завтра догонит мужа. Но машина привезла её из Серпухова не домой, а в академию. Защита прошла успешно. Дмитрий Александрович узнал обо всем на юге через несколько дней. |

## Літературна творчість
Літературний псевдонім — І. Грекова (від назви літери ігрек). Публікуватися почала з 1960-х роках в журналі «Новий світ», яким на той час керував Твардовський О. Т.
Публікації:
- оповідання «За прохідною» (1962);
- оповідання «Дамський майстер» (1963) — про життя молодої людини (яка освоює професію перукаря), яка сприймається очима його знайомої — директора великого НДІ;
- оповідання «Під ліхтарем» (1965) — жінка-науковець на порозі прийняття важливого особистого рішення подумки заново проживає все своє життя
- повість «На випробуваннях [Архівовано 15 червня 2019 у Wayback Machine.]» (1967) — про вчених-зброярів, діяння віднесено до 1952 року, зримо відтворює атмосферу підозрілості та недовіри;
- повість «Маленький Гарусов» (1970) показує душевну травму людини із затриманими внаслідок стражданнями, перенесених в дитинстві в блокадному Ленінграді, фізичним і психічним розвитком;
- повість «Кафедра [Архівовано 17 червня 2019 у Wayback Machine.]» (1978), екранізована (« Кафедра»);
- повість «Вдови пароплав» (1981), екранізована («Вдови пароплав»);
- роман «Пороги» (1981);
- роман «Свежо предание» (написаний у 1962 році, опублікований в 1995), ISBN 5-94663-043-1 ;
- повість «Хазяйка готелю [Архівовано 2 червня 2019 у Wayback Machine.]» (1976), екранізована («Благословіть жінку»);
- повість «Перелом» [Архівовано 20 травня 2019 у Wayback Machine.] (1987);
- повість «Фазан» [Архівовано 2 червня 2019 у Wayback Machine.].

|  | Грекова пишет крайне экономно и психологически глубоко; её проза для своего времени была достаточно критична, чтобы вызвать протест реакционной критики, но слишком приспособлена к цензуре, чтобы стать совершенно правдивой. Грекова умеет выделить типическое и в частностях, и в самих персонажах, которые столь сосредоточены на главном, что становятся обобщением. - Вольфганг Казак |

За літературними творами були поставлені спектаклі і зняті фільми:
- «Будні і свята» у МХАТі (за п'єсою, написаною у співавторстві з А. Галичем), 1967, режисер Володимир Богомолов;
- « Вдови пароплав» в театрі Моссовєта (в співавторстві з С. Лунгіним), також екранізований ;
- фільм «Кафедра» (у співавторстві з С. Лунгіним);
- фільм «Благословіть жінку», 2003, режисер Станіслав Говорухін.

## Сім'я
Чоловік — начальник кафедри балістики ВПІА, професор, доктор технічних наук, генерал-майор авіації Дмитро Олександрович Вентцель.
Діти:
- Тетяна Дмитрівна Вентцель (1931—2012)[10][11] і Олександр Дмитрович Вентцель[12] (нар. 1937) — математики, викладали на механіко-математичному факультеті МДУ ,
- Михайло Дмитрович Вентцель (1939—1990).

## Визнання
Проза І. Грекової перекладена багатьма мовами світу.